# Jens Seipenbusch
Jens Seipenbusch (6. srpna 1968, Wuppertal, Severní Porýní-Vestfálsko, Německo) je německý fyzik, politik, bývalý předseda Pirátské strany Německa. Seipenbusch studoval fyziku na Münsterské universitě (Münster).